# Tudy (saint)
Pour les articles homonymes, voir Saint Tudy.
Saint Tudy ou  Tugdin est un des grands moines de la Bretagne (Armorique) du Ve ou VIe siècle. Saint Tudy est associé aux noms illustres de saint Corentin, évêque de Quimper, de saint Maudez et de saint Guénolé, abbé de Landévennec. Il est parfois considéré comme la même personne que saint Tugdual.

## Hagiographie
L'histoire que l'on connaît de Tudy en fait un disciple de saint Maudez (Maodez), lui-même disciple de saint Guénolé. Il vécut en ermite sur l'île de Groix. Fondateur d'un ermitage à l'Île-Tudy, le culte fut transféré plus tard à Loctudy où un monastère fut créé. Des références à sa vie se trouvent dans la Vie de Saint Corentin (Vita S. Chorentini), qui date du IXe siècle et dans laquelle il est évoqué sous le nom de Tugdin, ainsi que dans la Vie de saint Maudez.
On trouve différentes graphies pour le nom de ce saint (sans être exhaustif) : Tudy, Tudi, Tudius, Tudinus, Tugdin, Tudec, Pabu, Paban.
Une controverse hagiographique porte sur l'équivalence entre saint Tugdual et saint Tudy. L'historien breton Bernard Tanguy a semble-t-il résolu cette controverse en établissant la relation « Pabu Tugdual alias Tudi ». Tudy serait une forme hypocoristique de Tugdual, connu aussi sous le nom de saint Pabu.

## Ses traces dans la Bretagne actuelle
- traces toponymiques : Loctudy (Finistère), Île-Tudy (Finistère), St-Tudy (Cornouailles) anglaise; Port-Tudy (port de l'île de Groix) et Loctudy à Belle-Île.
- traces religieuses :  il est fêté le 9 mai et est le saint patron de :
  - l'île de Groix,
  - Loctudy (département du Finistère) : l'église paroissiale lui est consacrée[4]. Une statue du XVIIIe siècle le représente dans l'église paroissiale de Loctudy. 
  - Île-Tudy (commune située dans la presqu'île qui lui fait face) et où l'église paroissiale lui est aussi consacrée.
  - Une chapelle Saint-Tudy se trouve à Pleuven (Pays fouesnantais, Finistère).

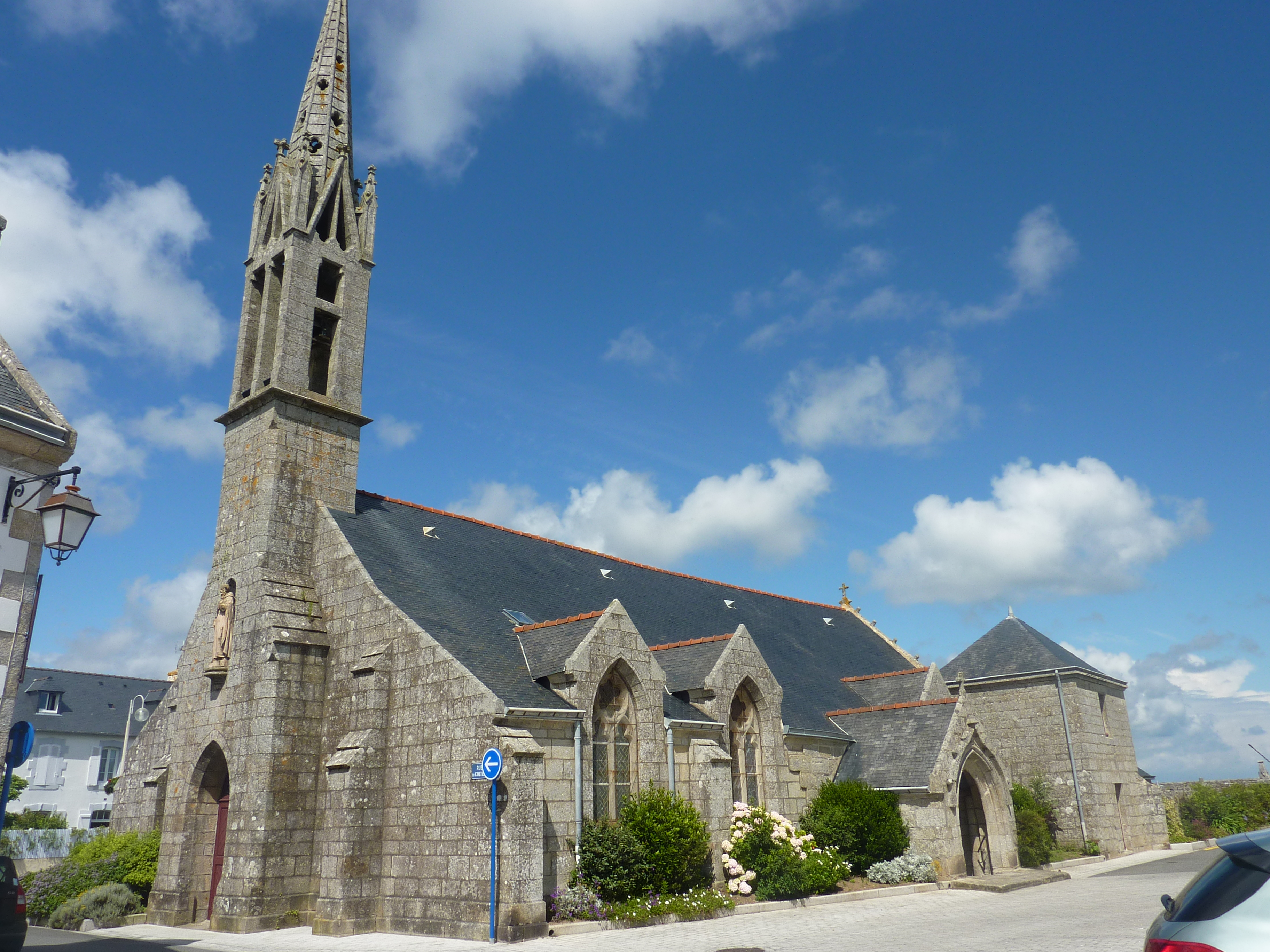
Île-Tudy : l'église paroissiale Saint-Tudy (XVe siècle, en granite).
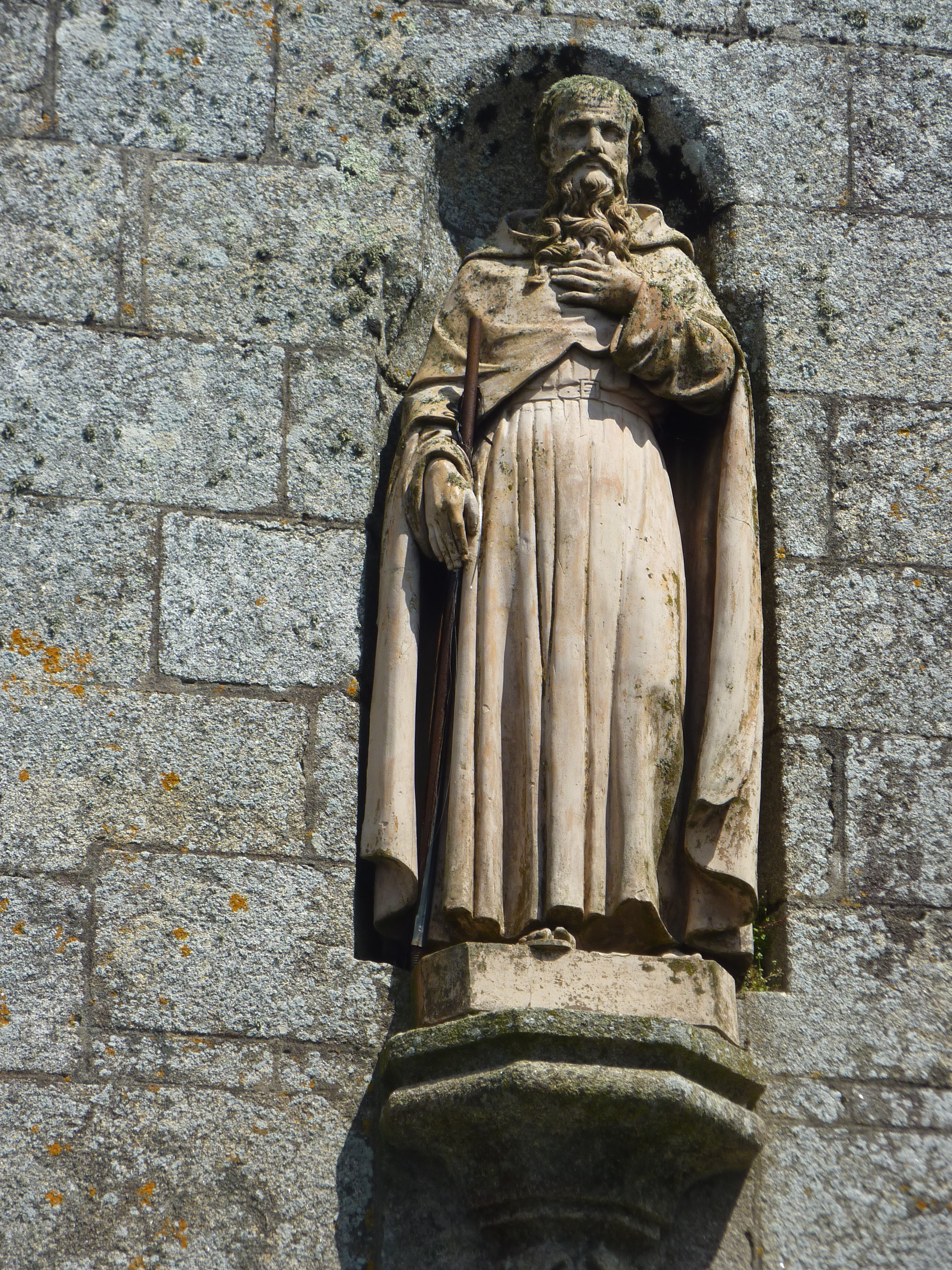
Île-Tudy : statue de saint Tudy (XVIIe siècle)  située sur la façade de l'église paroissiale.
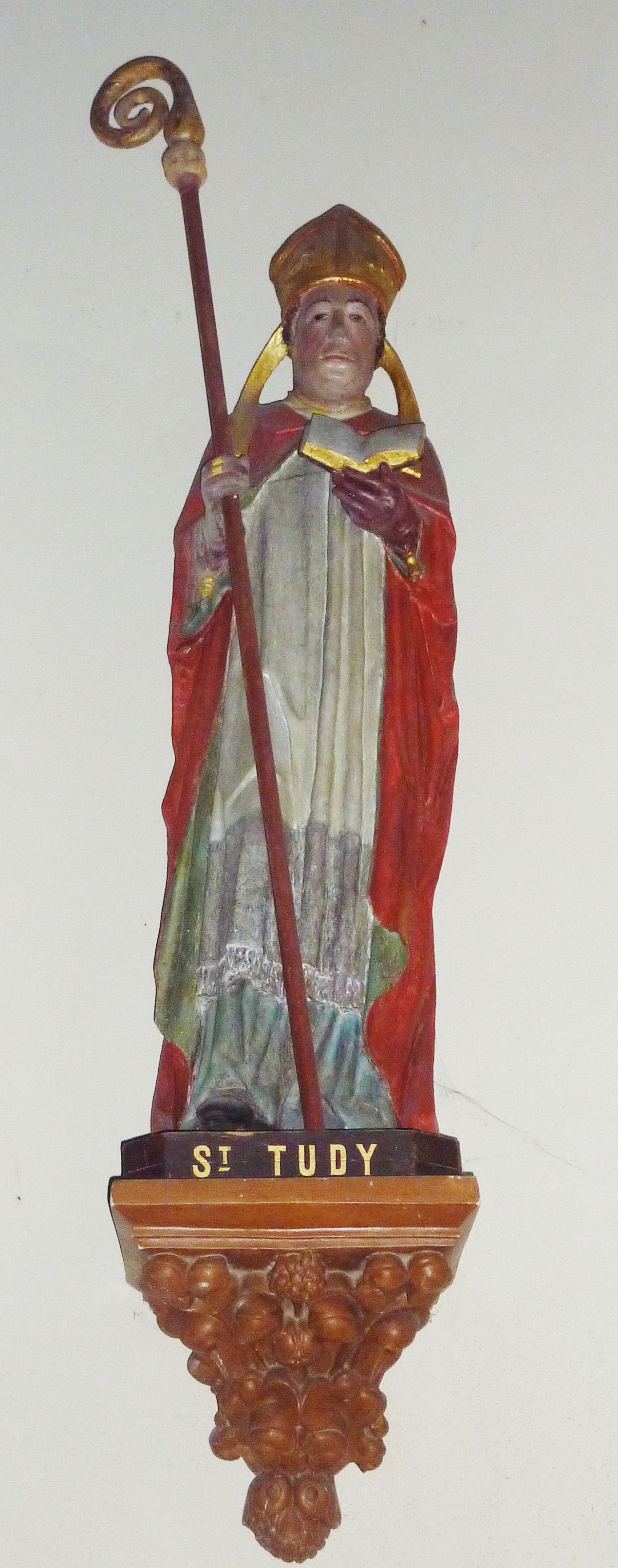
Île-Tudy : église paroissiale, statue de saint Tudy.
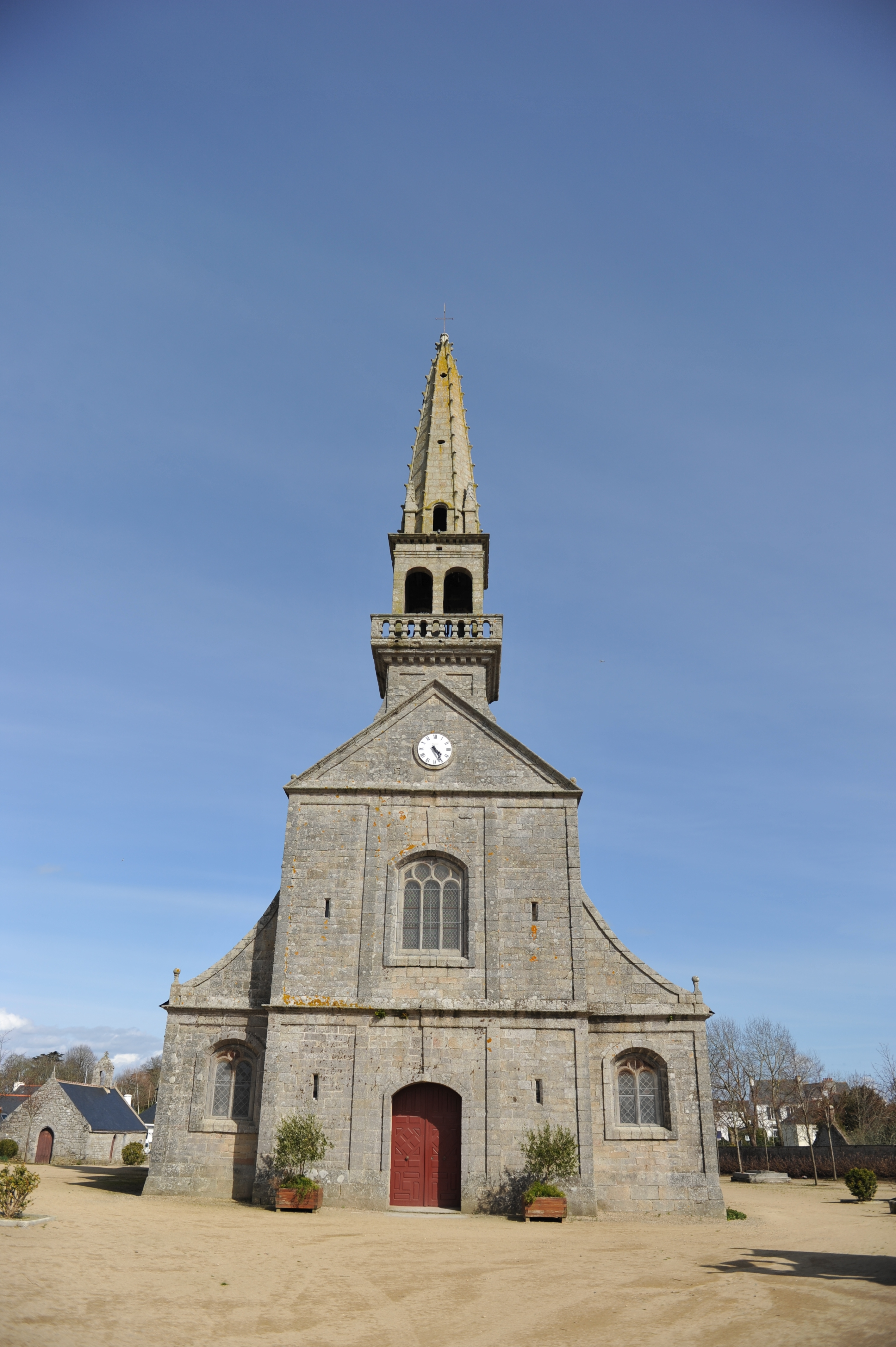
Loctudy : l'église paroissiale Saint-Tudy.
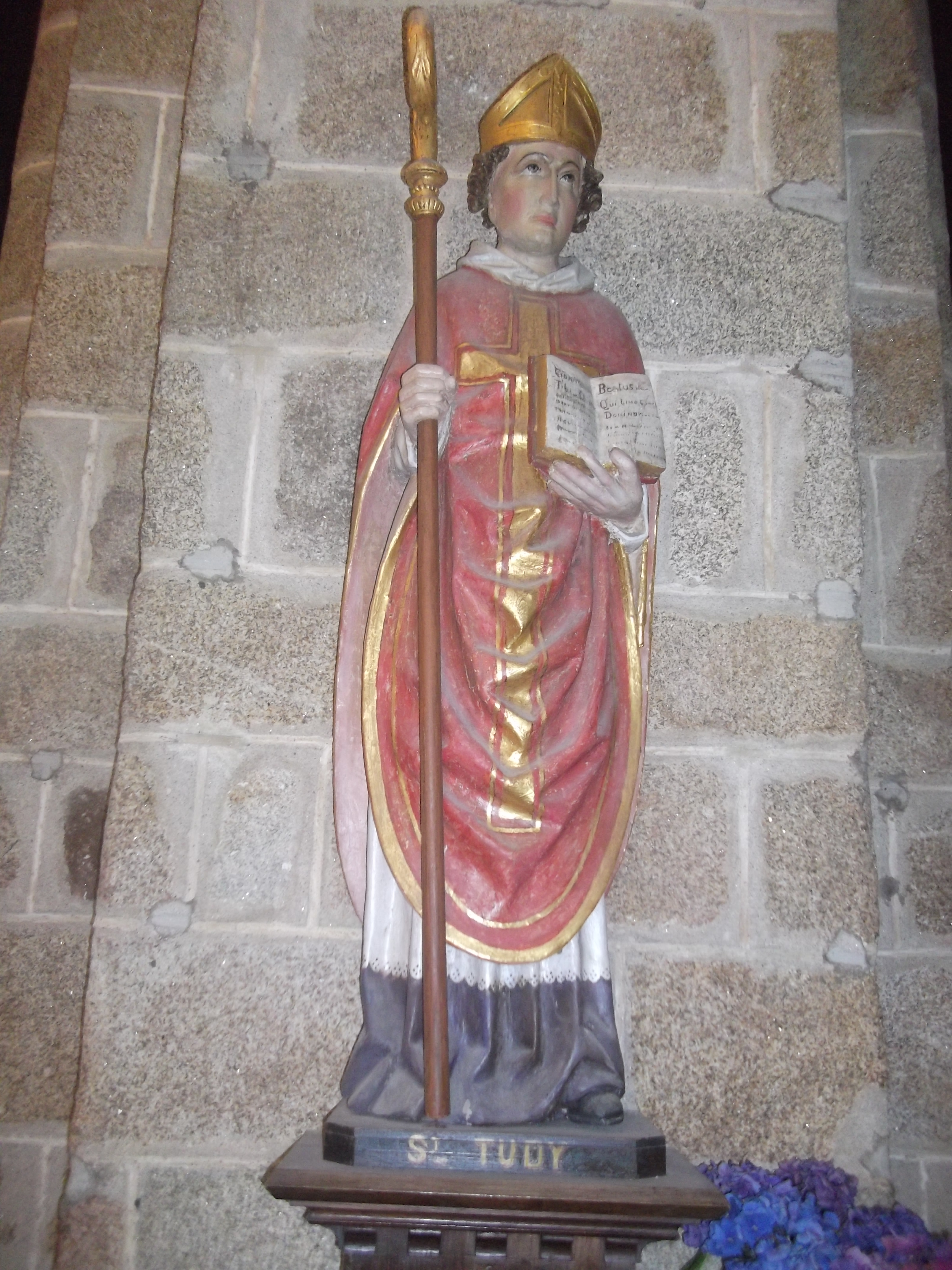
Loctudy, église Saint-Tudy, Statue de saint Tudy en bois polychrome XVIIIe siècle.
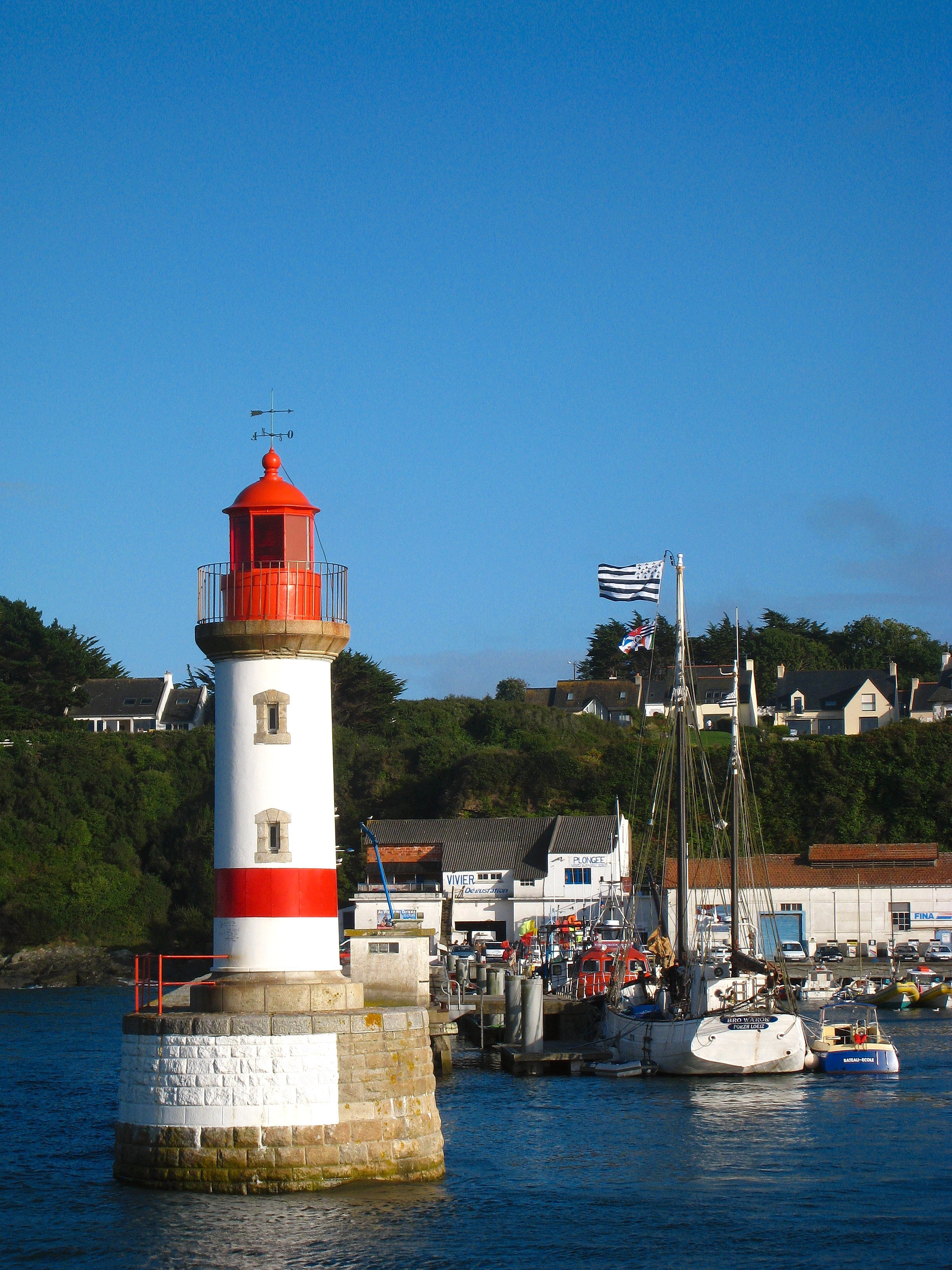
Le phare de Port-Tudy (île de Groix).
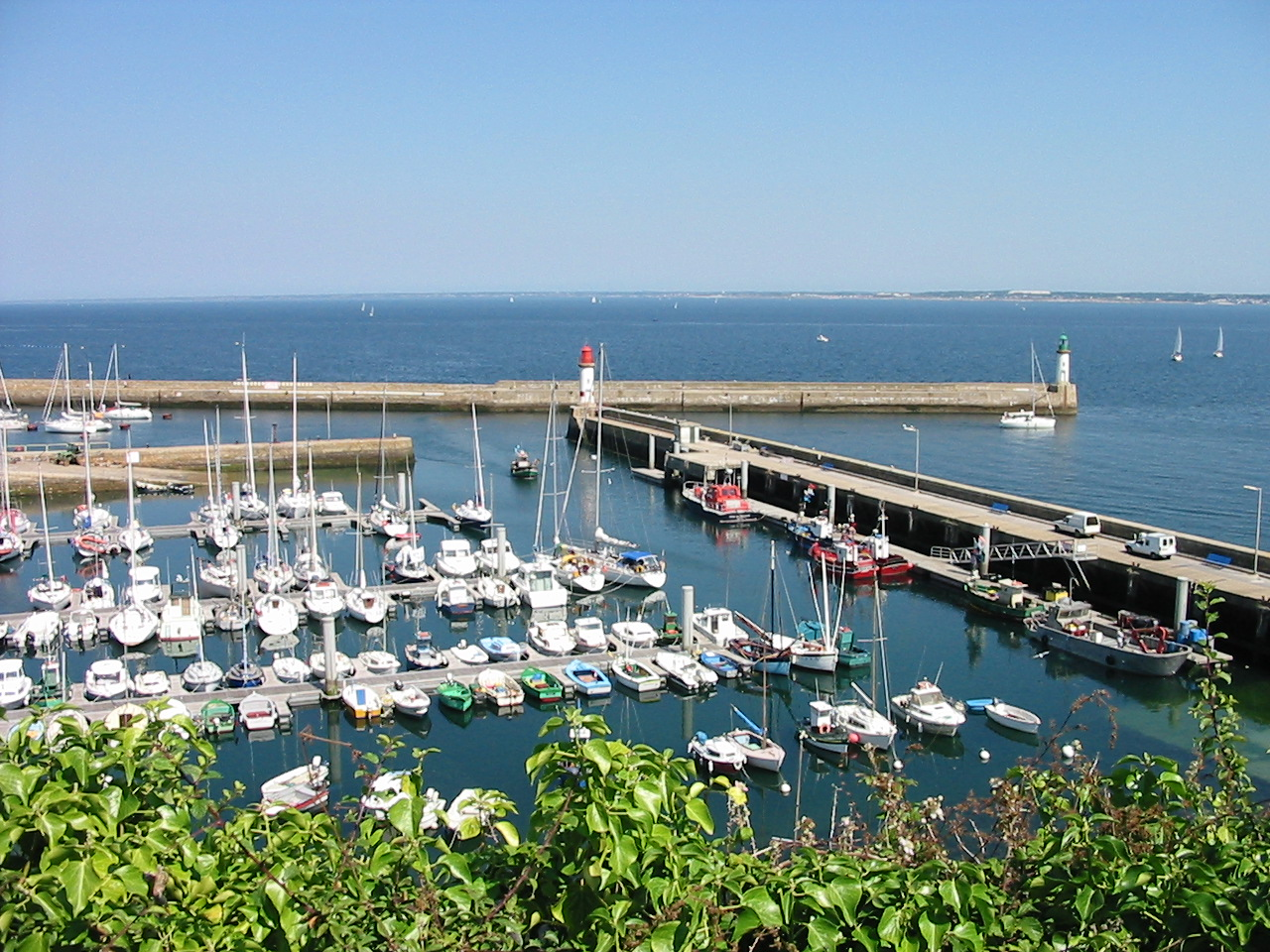
Le port de Port-Tudy (île de Groix).
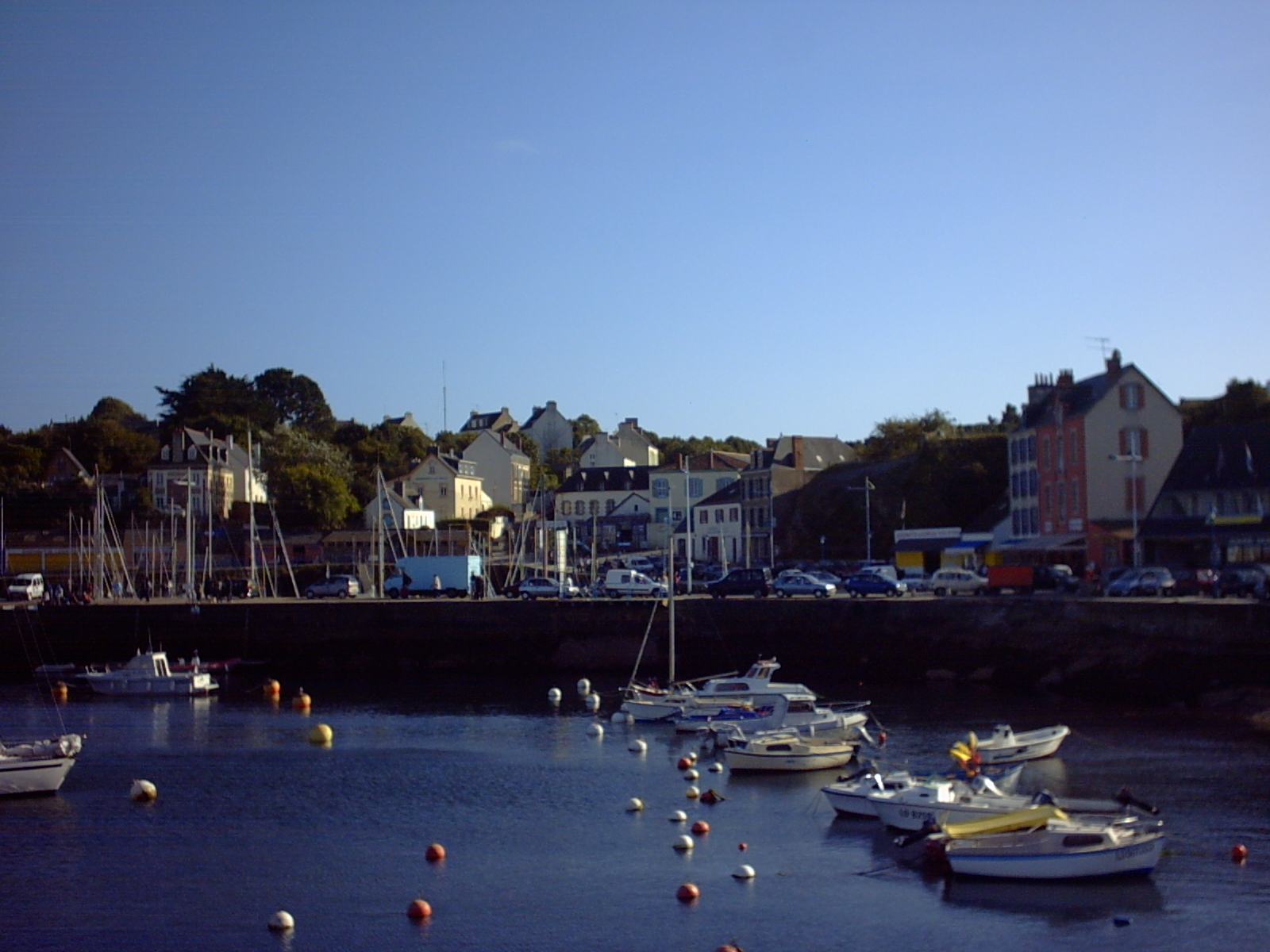
Le bourg de Port-Tudy (île de Groix).

- Sous le nom de saint Pabu :
  - Saint-Pabu, commune du canton de Ploudalmézeau, dans le département du Finistère.
  - Saint-Pabu est le nom porté au Moyen Âge par la ville actuelle de Tréguier.
  - Il existe également une rue Saint-Pabu à Saint-Briac-sur-Mer, village évangélisé par un des compagnons de saint Tugdual, saint Briac.
- Les chapelles de Lopabu (dans la commune de Grand-Champ, située dans les Côtes-d'Armor), de Lanbabu en Plouhinec et de Lababan en Pouldreuzic, toutes deux dans le sud du Finistère.

- Une chapelle Saint-Tudy existait à l'époque moderne à l'intérieur de l'enceinte du château de Pont-l'Abbé, château installé sur le territoire de la paroisse de Loctudy sous l'Ancien Régime.

- sous le nom de saint Tugdual :
  - La cathédrale Saint-Tugdual de Tréguier
  - La paroisse actuelle de Pouldreuzic est dédiée à saint Tugdual.
  - L'église Saint-Tugdual de Combrit.